# تقنية FIND
تقنية FIND® هي تقنية تطور موجهة تستخدم إعادة تركيب الحمض الريبوزي النووي المنقوص الأكسجين لتحسين خصائص البروتينات. وهي تزيل الطفرات غير الهامة والضارة مع الحفاظ على والجمع بين الطفرات المفيدة التي من شأنها أن تعزز وظيفة البروتين.

## الإجراءات
بالنسبة للجين ذي الصلة، يلزم الحصول على مجموعة من قليل النوكليوتيد أحادي الجديلة ثم تغييرها باستخدام الطفرات العشوائية. ثم يتم إخضاع المجموعة المحولة حديثًا إلى نشاط نوكلياز خارجية، بحيث يتم خلق الأجزاء الشعورية والمضادة للإحساس. ثم يتم دمج مناطق الأجزاء المتداخلة جزءيًا وتمديدها باستخدام طريقة شبيهة بـ تفاعل البوليميريز المتسلسل. ثم يتم فرز هذه الطافرات ثنائية الجديلة للتحقق من الوظيفة المحسنة المطلوبة باستخدام المقايسة ذات الصلة. ويتم اختيار أفضل الطفرات لإجراء مزيد من نشاط نوكلياز الخارجية. يتم تكرار العملية (نوكلياز الخارجية وإعادة التركيب بطريقة مشابهة لتفاعل البوليميريز المتسلسل وفرز الطافرات)، عادة حوالي من 10 إلى 12 مرة، من أجل الحصول على أفضل الطافرات الممكنة مع الطفرات المفيدة فقط.

## مثال

### تشيبس (بالإنجليزية: CHIPS)
تشيبس هو بروتين يعمل على منع تنشيط الخلايا المناعية التي ترتبط عادة بالالتهاب. ويتمتع بروتين تشيبس بإمكانات كعامل مضاد للالتهابات، غير أن بروتين تشيب الأصلي ارتبط بالتنشيط والتفاعل مع الأجسام المضادة. وتم استخدام تقنية FIND® لخلق طافرة مبتورة ولكنها فعالة من هذا البروتين بتقليل تفاعل الأجسام المضادة.

## الملكية الفكرية
تتمتع شركة أليجيتور بايوساينس (Alligator Bioscience) بحقوق الملكية الفكرية الخاصة بتقنية FIND وتستخدمها للتعاقد لتحسين البروتينات لصناعة المستحضرات الدوائية ولتطوير عقاقير البروتينات الخاصة بها.